# Inmigración nigeriana en España
La inmigración nigeriana en España se refiere al asentamiento de ciudadanos de la República Federal de Nigeria en el Reino de España.

## Inmigración subsahariana en España
La inmigración proveniente del África subsahariana o África negra ha sido tradicionalmente muy escasa en España, lugar que además era un país emisor de emigrantes más que receptor de los mismos.
En el caso del continente africano, España apenas tuvo presencia de personas negras en la Península salvo excepciones muy anecdóticas como Juan Latino. Esta presencia no varió hasta la época colonial, cuando el país mandó ciudadanos a sus escasas colonias durante finales del siglo XIX y gran parte del XX, teniendo mayor incidencia en las colonias del Magreb (Sahara español, cabo Juby, Sidi Ifni y el protectorado en Marruecos) que a su pequeña colonia en África Central (Guinea española). Pero apenas recibió ciudadanos de sus colonias tanto en la época colonial como después de las independencias, recibiendo pocos ciudadanos ecuatoguineanos o saharauis en la segunda mitad del siglo XX.
La situación cambió tras el final del milagro económico español y la adhesión de España a la Unión Europea que convirtió a España en un país atractivo para la llegada de inmigrantes económicos, situación que aumentó en 1991 con la inclusión de España en el espacio Schengen, que permitía a los nacionales y trabajadores del país moverse libremente por otros Estados miembros de la UE y convertía a los países de la frontera sur de la Unión como España, Italia o Grecia en blanco de las olas migratorias africanas hacia el continente europeo, recibiendo grandes cantidades de inmigrantes tanto regulares como irregulares.
En el presente siglo XXI, la población nigeriana en España llegó a aumentar de 3.500 ciudadanos censados al comenzar el siglo hasta los 46.296 ciudadanos censados a 1 de enero de 2012, año con mayor número de censados de la serie histórica.

### Migración ilegal
La migración irregular desde Nigeria, aunque menos numerosa que la de otros orígenes, está presente en España y otras zonas de la Unión Europea. Actualmente los gobiernos español y nigeriano mantienen un programa de cooperación desde 2023 para disminuir la trata existente tanto en España como en las regiones entre origen y destino de los migrantes nigerianos víctimas de trata de personas. Anteriormente ya se habían firmado otras colaboraciones, datando la primera de 2005.

## Estadísticas
Gráfica del censo oficial de población nigeriana residente en España (sólo incluye ciudadanos con pasaporte nigeriano con permiso de trabajo en España. No incluye apátridas, nacionalizados ni otras circunstancias):
| Gráfica de evolución de Inmigración nigeriana en España entre 2000 y 2022 |
|                                                                           |
| Datos del INE a 1 de enero de cada año.                                   |